# Rukopotezno povlačilo
Rukopotezno povlačilo je bio hrvatski punk rock sastav iz Požege. Poznati kao koncertni sastav. Djelovali su na prijelazu 1970-ih u 1980-te. Ime sastav je došlo od njihovog managera i tekstopisca Željka Hiršmana Gliste, koji je na inspiriranom omotu Rolling Stonesa - Sticky fingers primjeniho Hrvatsku inačicu i dao ime bandu "Rukopotezno povlačilo", iako je prvo bitno ime banda bilo "Izolir band". Svirali su izvorni punk u samome početku a kasnije novi val. Prepoznatljive i izvorne pjesme su:  Čovjek zvijer, Moćni momci, Sami, Europljanin".

## Povijest
Osnovani su 1977. godine. Pod utjecajem punka u Europi počeli su i sami te godine raditi na svom žestokom izričaju. Godine 1977. nastupili su na Gaudeamusu u Kutiji Šibica u Zagrebu i osvojili 2. mjesto s tadašnjom pjevačicom Karmelom Romić. Ono što je svakako zanimljivo da je sastav imao prvu punk pjevačicu na tadašnjim prostora bivše države Jugoslavije. Grupa je imala više postava i iz godine u godine se mijenjala. 1981. godine snimili album u Studiju Druga maca u Beogradu kod Enca Lesića. Navodno je ukupno snimljeno deset pjesama to jest album pod radnim nazivom "Rukopotezno povlačilo". Većinu demosnimaka napravili su u Požegi. Nastupali su diljem bivše države, na koncertima i gitarijadama od najmanjih mjesta u Požeštini do nekih klasičnih mjesta u Zagrebu poput Lapidarija ili SKUC-a ili u Beogradu u SKC-u. Dobrim svirkama proširili su dobar koncertni glas o sebi. Poslije nekog vremena postava se ustalila na trojicu članova koji su bili najstabilniija punk-novovalna energična postava. Pjesme Rukopoteznog povlačila bile su, po mišljenju nekih glazbenih kritičara[nedostaje izvor], sjajan izričaj požeške male provincije i također su se lako uklapale u novi val bivše Jugoslavije. Nakon pet godina stigla su i veća priznanja. Na YURM su 1982. godine proglašeni za najbolji mladi bend. Poput mnogih tadašnjih bendova, poziv članovima za obvezno odsluženje vojnog roka u JNA značio je stanku u radu, nakon koje se članovi više nisu okupili. Tako je označen raspad sastava.

## Članovi
U prvoj postavi svirali su Dražen Heraković - Đuro (solo gitara, vokal), koji je kasnije svirao u grupama Žak Fatalist (Požega), Trobecove krušne peći (Zagreb), Married Body (Požega), Mario Blažević - Mac (bas gitara, back vokal), Željko Nekić - Štakor (ritam gitara) i Mario Burs (bubnjevi) kojeg je kasnije zamijenio Mihić Krešo - Miha (bubnjevi). Kratko vrijeme u bendu je pjevala vokalistica Karmela Romić. Nešto kao 5. ili 6. član benda i manager bio je Željko Hiršman - Glista,benda, tekstopisac i brinuo se o koncertnim aktivnostima benda. Nekako najstalnija i najpoznatija postava banda bili su Đuro, Mac i Miha ...koji su ostvarili i najveći potencijal u zadnjem periodu Rukopoteznog povlačila.

## Nagrade
- Na YURM 1982. najbolji mladi bend.[2]

## Vanjske poveznice
- YouTube Kanal Rukopotezno
- YouTube Rukopotezno Povlačilo - Hrabrost Iz Boce ( 1981 Punk /Ska / New Wave), kanal Dronemf S.
- YouTube Rukopotezno povlačilo - Sigurno mjesto, kanal rukopotezno
- YouTube Rukopotezno Povlačilo - ...Jedina ( 1979 / 1980 Požega, Slavonija Punk )